# Max Richard Leßmann

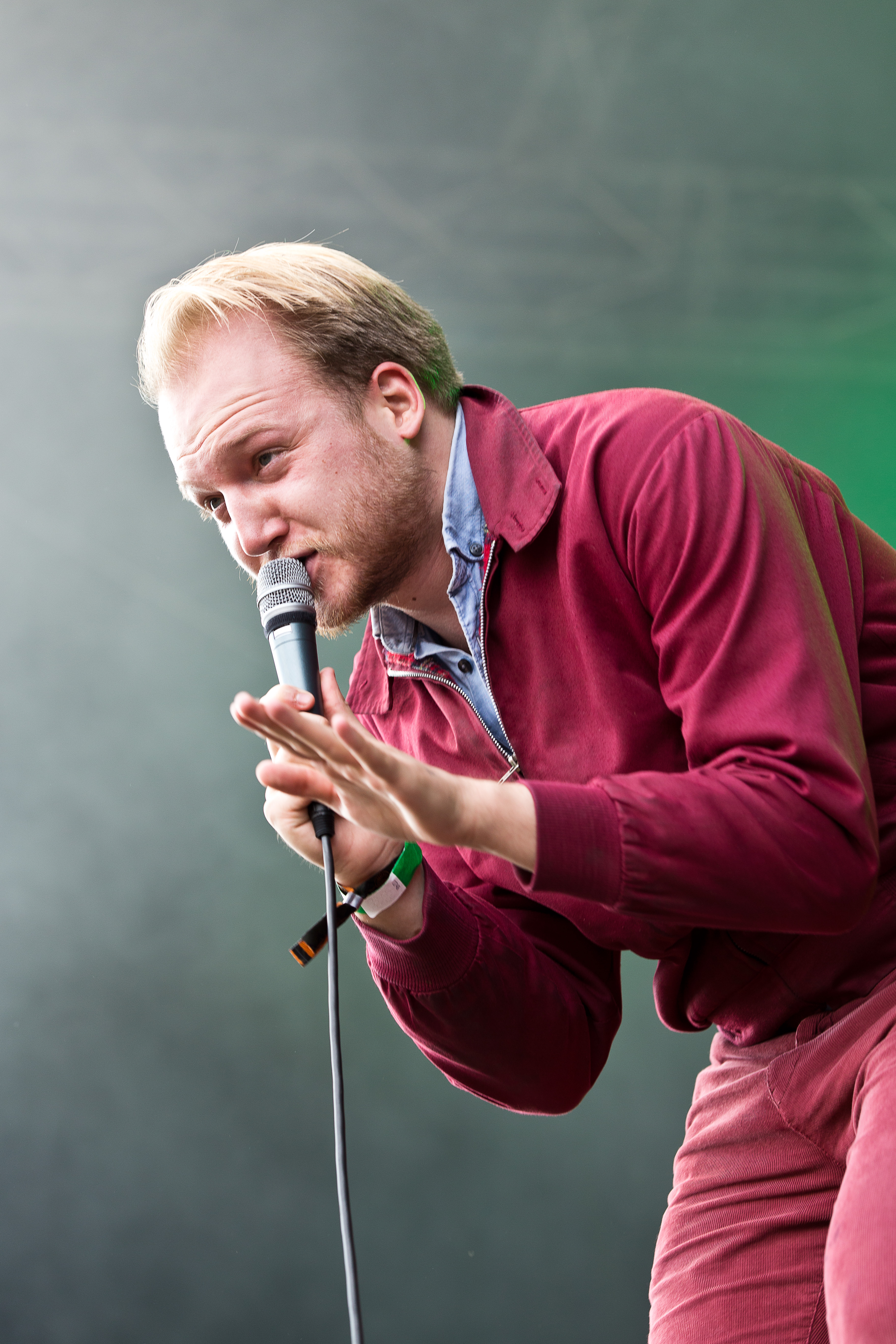
Max Richard Leßmann (2015)

Max Richard Leßmann (* 1991 in Paderborn) ist ein deutscher Sänger, Liedtexter und Autor. Neben seiner Solokarriere ist er als Sänger der Band Vierkanttretlager tätig.

## Werdegang
Max Richard Leßmann kam 1991 in Paderborn zur Welt und wuchs in Kiel und Husum auf. Als er ein Kind war, kauften seine Eltern die Soundtrack-CD zur Filmbiografie Comedian Harmonists und hörten diese häufig. Obwohl Leßmann den Witz der Texte noch nicht verstehen konnte, fand er Gefallen an ihnen und sie inspirierten die Liebesgedichte, die er um 2012 anfing für seine Freundin zu schreiben.
Als er 14 Jahre alt war, gründete er mit Freunden die Indie-Rock-Band Vierkanttretlager. Solo trat er erstmals 2017 mit dem Album Liebe in Zeiten der Follower in Erscheinung und vertonte darauf mit Ich wünschte unter anderem eines seiner Liebesgedichte. Das Album entstand im Studio der Madsen-Brüder. Teilweise in Zusammenarbeit mit seinem Bruder Johannes komponierte Sebastian Madsen auch die Musik zu Leßmanns Texten. Laut.de vergleicht die Lieder auf dem Album mit denen von den Comedian Harmonists, Burt Bacharach, den Beach Boys und Dean Martin und fasst den Musikstil mit den Worten „Indie-Schlager, Chanson-Pop, whatever“ zusammen. Im Jahr 2022 veröffentlichte er das gleichnamige Buch, welches sich aus Gedichten zusammensetzt, die er fast drei Jahre lang täglich auf Instagram gepostet hatte.
Zusammen mit Elena Gruschka betrieb er bis März 2023 den Podcast Niemand Muss Ein Promi Sein und wurde anschließend von Lars Tönsfeuerborn abgelöst. Zusammen mit seiner Frau Leni Leßmann betrieb er außerdem den Podcast Die Leßmanns – ein Paar Fragen. Neben seinen eigenen Liedern und denen seiner Band textete Max Richard Leßmann auch für Musiker wie Casper, Prinz Pi, OK Kid, Lina Maly, Ina Müller und Madsen.
Seit Oktober 2023 ist er zusammen mit Visa Vie Teil des Podcasts Radio Island, der sich mit Trash-TV beschäftigt.
Leßmann lebt in Berlin.

## Diskografie
Studioalben
- 2017: Liebe in Zeiten der Follower (Caroline)

EPs
- 2019: Klatsch & Tratsch – Niemand muss ein Promi sein (mit Elena Gruschka)
- 2022: Keine Liebe / Ich will nicht nach Monaco (mit Niemand Muss Ein Promi Sein & Elena Gruschka)

Singles
- 2017: Wenn es Weihnachten wird (Caroline)
- 2023: Bis Sylt im Meer versinkt (mit Ina Müller, Goodbye Logik)

## Schriften
- Liebe in Zeiten der Follower. Kiepenheuer & Witsch, Köln 2022, ISBN 978-3-462-00403-8.
- Sylter Welle. Kiepenheuer & Witsch, Köln 2023, ISBN 978-3-462-00404-5.